# Annie Burgess
Annie Lilian Burgess, coniugata La Fleur (Port Moresby, 3 novembre 1969), è un'ex cestista papuana naturalizzata australiana, professionista nella WNBA.

## Carriera
Con l'Australia ha disputato i Giochi olimpici di Sydney 2000 e due edizioni dei Campionati mondiali (1994, 1998).